# Gmina Zelów
Gmina Zelów je městsko-vesnická gmina v okrese Bełchatów v Lodžském vojvodství v Polsku. Sídlem gminy je město Zelów. V roce 2021 zde žilo 14 828 obyvatel, rozlohu má 167,11 km² a zabírá 17,3 % rozlohy okresu. Skládá se z 35 starostenství.

## Části gminy
Starostenství
Bocianicha, Bujny Księże, Bujny Szlacheckie, Chajczyny, Dąbrowa, Grabostów, Grębociny, Ignaców, Jamborek, Janów, Jawor, Karczmy, Kociszew, Kolonia Kociszew, Kurówek, Łęki, Łobudzice, Mauryców, Ostoja, Pawłowa, Pożdżenice, Pszczółki, Pukawica, Sobki, Sromutka, Walewice, Wola Pszczółecka, Wygiełzów, Wypychów, Zabłoty, Zagłówki, Zalesie, Zelówek.
Sídla bez statusu starostenství
Bominy, Bujny Księże, Faustynów, Kolonia Karczmy, Kolonia Grabostów, Kolonia Ostoja, Krześlów, Kurów, Kuźnica, Łęki-Kolonia, Marszywiec, Nowa Wola, Pieńki-Augustów, Podlesie, Przecznia, Tosin, Zalesie-Kolonia.